# ネットと愛国
『ネットと愛国 在特会（）の「闇」を追いかけて』（ネットとあいこく ざいとくかいのやみをおいかけて）は、2012年に講談社より出版された書籍。著者は安田浩一。同年（2012年）には安田浩一がこの作品で日本ジャーナリスト会議賞と第34回講談社ノンフィクション賞を受賞、第44回大宅壮一ノンフィクション賞候補にあがった。

## 内容
内容は著者が在日特権を許さない市民の会（在特会）会員や周辺の者へ取材したルポルタージュである。筆者によれば、普段の彼らはデモ活動の時とは違い、おとなしく、リアル社会ではうまく生きていけないことから理想の自分になれたり認めてもらえたりする場所を求めて集まっているという解説が述べられている。筆者は「在特会のような保守系組織には、どこか擬似家族の雰囲気が漂う」と指摘している。

## 反響と評価
2012年の刊行後、『朝日新聞』、『毎日新聞』、『産経新聞』、『日刊ゲンダイ』、『週刊朝日』、『サンデー毎日』、『週刊現代』、『週刊文春』、『週刊ポスト』、『AERA』、『SPA!』、『新潮45』、『第三文明』などの媒体で紹介され、同年第34回講談社ノンフィクション賞を受賞した。一方、社会学者の樋口直人は、分析・解釈対象である在特会に対して著者の安田浩一が過去に居場所の無かった安田自身を投影しているため、分析が歪んでいるようにみえると指摘している。

## 書誌情報
本書は講談社の雑誌『g2』第6号と第7号に掲載された「在特会の正体」を全面的に改稿し大幅に加筆したものである。
- 安田浩一「徹底取材「在特会（在日特権を許さない市民の会）」の正体――いまや日本社会で最もやっかいな存在「ネット右翼」とは何者か」『g2』vol,6、講談社、2010年12月4日、ISBN 978-4-06-284356-0。
- 安田浩一「ネット右翼に対する宣戦布告――話題騒然・「在特会」桜井誠会長の正体の続編」『g2』vol,7、講談社、2011年4月15日、ISBN 978-4-06-284357-7。
- 安田浩一『ネットと愛国――在特会の「闇」を追いかけて』講談社〈g2 book〉、2012年4月17日。ISBN 978-4-06-217112-0。

## 関連文献
- 津田大介、安田浩一、鈴木邦男「なぜ安倍首相をネット右翼は支えるのか 安倍政権のネット戦略とネット右翼の実態」『創』第43巻(3)＝473、創出版、2013年3月、48-59頁。
- 西村幸祐、安田浩一「緊急激論 「ネトウヨ亡国論」に異議あり!」『WiLL』第98号、ワック、2013年2月、254-265頁。
- 安田浩一、仲俣暁生「この著者に会いたい! 『ネットと愛国』安田浩一（やすだこういち）（ジャーナリスト） 在特会は、『いまの日本の気分』をわかりやすく表わしたものなんです」『Voice』第419号、PHP研究所、2011年11月、86-91頁。
- 安田浩一「一部始終を彼らは同時中継していた 「在特会」ロート製薬強要 逮捕事件の背後事情」『創』第42巻(6)＝466、創出版、2012年7月、118-123頁。
- 安田浩一「領土問題とネット右翼 沸騰するナショナリズム」『出版ニュース』第12号、出版ニュース社、2012年9月、4-9頁。
- 安田浩一、山本一郎・中川淳一郎『ネット右翼の矛盾　憂国が招く「亡国」』宝島社〈宝島社新書 372〉、2013年1月26日。ISBN 978-4-8002-0470-7。